# Oğuz Yabgu
Oğuz Yabgu (Turks: Oğuz Yabgu Devleti) was een Turks rijk opgericht door de Oğuz-Turken, dat rond 750 voortgekomen was uit de beëindiging van een bondgenootschap dat in de geschiedenis bekend is komen te staan als het Rijk der Göktürken. Dit nieuwe rijk dat ontstond uit de restanten van het Rijk der Göktürken lag geografisch gezien tussen de Kaspische Zee en het Aralmeer, tussen de Rijk der Chazaren en het Karachanidenkanaat. De meeste Oğuzen woonden in het buurt van het Aralmeer in het noordelijke Kaspische Zeegebied.
In 1055 splitst het Rijk in de Koeman-Kyptsjak confederatie en het Seltsjoekenrijk